# Hellboy și Armata de Aur
Hellboy și Armata de Aur  (titlu original: Hellboy II: The Golden Army) este un film de groază supranatural american din 2008 regizat de Guillermo del Toro. Este bazat pe personajul fictiv Hellboy creat de Mike Mignola și este o continuare a filmului din 2004 Hellboy. Rolurile principale au fost interpretate de actorii Ron Perlman, Selma Blair, Doug Jones, Jeffrey Tambor, Seth MacFarlane și John Hurt. A primit Premiul Saturn pentru cel mai bun film de groază.